# Aganacris pseudosphex
Aganacris pseudosphex är en insektsart som beskrevs av Grant Jr., H.J. 1958. Aganacris pseudosphex ingår i släktet Aganacris och familjen vårtbitare. Inga underarter finns listade i Catalogue of Life.